# Julia Viellehner
Julia Viellehner, née le 6 septembre 1985 à Benediktbeuern (Allemagne) et morte le 22 mai 2017 à Cesena en Italie, est une triathlète et duathlète allemande vice-championne du monde de duathlon longue distance et vainqueur sur triathlon Ironman. Elle est morte à la suite d'un accident de la route, lors d'un entrainement de vélo en Italie.

## Palmarès triathlon
Le tableau présente les résultats les plus significatifs (podium) obtenus sur le circuit national et international de triathlon et de duathlon depuis 2013,.
| Année | Compétition                                           | Pays      | Position           | Temps           |
| ----- | ----------------------------------------------------- | --------- | ------------------ | --------------- |
| 2016  | Challenge Heilbronn                                   | Allemagne | Médaille d'argent  | 4 h 23 min 14 s |
| 2016  | Championnat d'Allemagne de triathlon moyenne distance | Allemagne | Médaille d'argent  | 4 h 23 min 14 s |
| 2016  | Challenge Rimini                                      | Italie    | Médaille de bronze | 4 h 49 min 33 s |
| 2016  | Challenge Regensburg                                  | Italie    | Médaille d'or      | 9 h 37 min 32 s |
| 2015  | Allgäu Triathlon                                      | Allemagne | Médaille d'or      | 2 h 28 min 44 s |
| 2015  | Championnats du monde de duathlon longue distance     | Suisse    | Médaille d'argent  | 7 h 12 min 24 s |
| 2013  | Powerman Autriche                                     | Autriche  | Médaille d'or      | Timing          |
| 2013  | Championnats du monde de duathlon longue distance     | Suisse    | Médaille d'argent  | 7 h 24 min 36 s |